# 소노라숲쥐
소노라숲쥐(Neotoma phenax)는 비단털쥐과에 속하는 설치류의 일종이다. 멕시코에서만 발견된다.

## 특징
몸길이가 33~43cm이다. 아주 긴 귀와 털이 많은 꼬리를 갖고 있다. 머리는 회색을 띤다.

## 분포 및 서식지
멕시코 북서부 지역의 토착종으로 소노라주 남쪽과 시날로아주 북서부에 분포한다. 코르테스 해 근처의 준사막 지대에서 서식한다. 나무와 관목, 선인장 아래에 굴을 파고 서식한다.